# Доусон-Дамер, Лайонел, 4-й граф Портарлингтон
Лайонел Сеймур Уильям Доусон-Дамер, 4-й граф Портарлингтон (англ. Lionel Seymour William Dawson-Damer, 4th Earl of Portarlington; 7 апреля 1832 — 17 декабря 1892) — англо-ирландский пэр и консервативный политик. Он был известен как Лайонел Доусон-Дамер с 1832 по 1889 год.

## Происхождение и образование
Родился 7 апреля 1832 года. Единственный сын полковника достопочтенного Джорджа Доусона-Дамера (1788—1856) и Мэри Джорджианы Эммы Сеймур (1798—1848) , дочери адмирала лорда Хью Сеймура и леди Анны Горации Уолдгрейв. Внук Джона Доусона, 1-го графа Портарлингтона (1744—1798), и леди Кэролайн Стюарт (1750—1813), дочери премьер-министра Великобритании Джона Стюарта, 3-го графа Бьюта. Он получил образование в Итонском колледже.

## Карьера
Лайонел Доусон-Дамер в чине офицера служил в Шотландской стрелковой гвардии (1849—1856), он участвовал в Крымской войне с Россией. В апреле 1858 года ему присвоили чин лейтенанта Дорсетского йоменского полка.
Лайонел Доусон-Дамер заседал в Палате общин Великобритании от Портарлингтона в 1857—1865, 1868—1880 годах.
1 марта 1889 года после смерти своего бездетного двоюродного брата, Генри Доусона-Дамера, 3-го графа Портарлингтона (1822—1889), Лайонел Доусон-Дамер унаследовал титулы 4-го графа Портарлингтона в графстве Квинс (Пэрство Ирландии), 5-го лорда Доусона из Доусонс-Корта в графстве Квинс (Пэрство Ирландии) и 5-го виконта Карлоу из графства Карлоу (Пэрство Ирландии).

## Личная жизнь

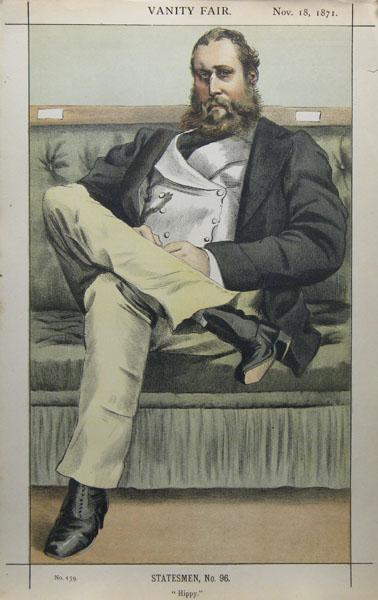
«Хиппи», Лайонел Доусон-Дамер в карикатурном исполнении Джеймса Тиссо в «Ярмарке тщеславия», ноябрь 1871 года.

19 апреля 1855 года Лайонел Доусон-Дамер женился на достопочтенной Гарриет Лидии Монтегю (23 июля 1829 — 23 ноября 1894), старшей дочери Генри Монтегю, 6-го барона Рокби, и Магдалины Херли. У супругов было трое детей:
- Лайонел Джордж Генри Сеймур Доусон-Дамер, 5-й граф Портарлингтон (Джордж Доусон, 5-й граф Портарлингтон), который в 1881 году женился на Эмме Андалусии Фрер Кеннеди, дочери лорда Найджела Кеннеди (младшего сына Арчибальда Кеннеди, графа Кассиллиса)[4].
- Достопочтенная Мэри Фрэнсис Сеймур Доусон-Дамер (26 июля 1860 — 24 февраля 1895), в 1880 году она вышла замуж за достопочтенного Элджернона Генри Миллса, сына Чарльза Миллса, 1-го барона Хиллингдона, и леди Луизы Изабеллы Ласеллс (дочери 3-го графа Хэрвуда)[4].
- Достопочтенный Монтегю Фрэнсис Бошан Сеймур Доусон-Дамер (1 октября 1864 — 24 марта 1898), в 1896 году женился на Маргарет Стирлинг Маклеод, дочери Томаса Маклеода[4].

Лорд Портарлингтон скончался 17 декабря 1892 года в возрасте 60 лет, и ему наследовал графство его старший сын Лайонел Джордж.